# محطة القطار التركية في بئر السبع
محطة القطار التركية في بئر السبع هي محطة سكة حديد تاريخية بناها العثمانيون في بئر السبع عام 1915. تقع المحطة شمال مدينة بئر السبع القديمة.

## لمحة تاريخية

### خلفية

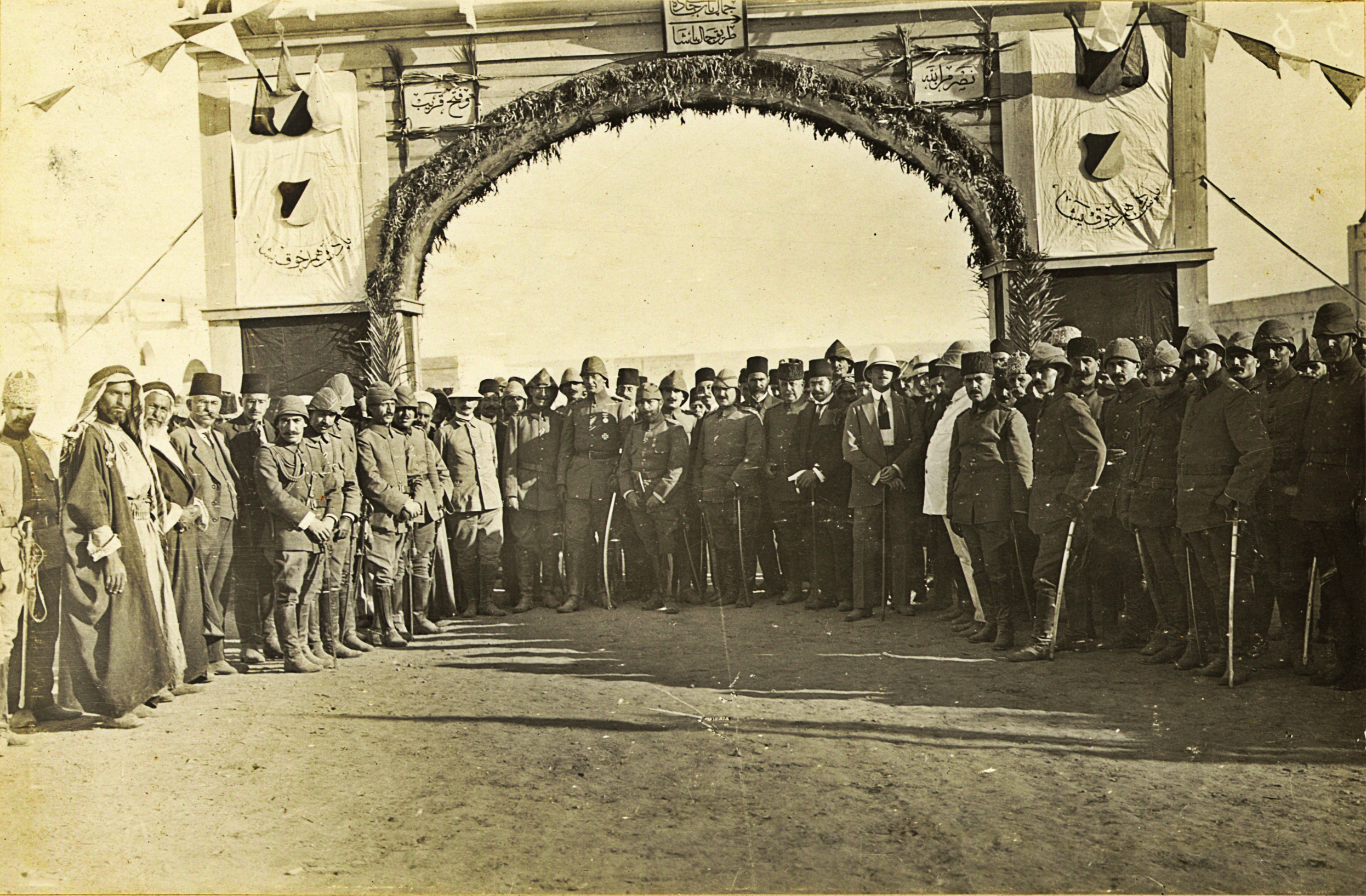
افتتاح المحطة عام 1915.

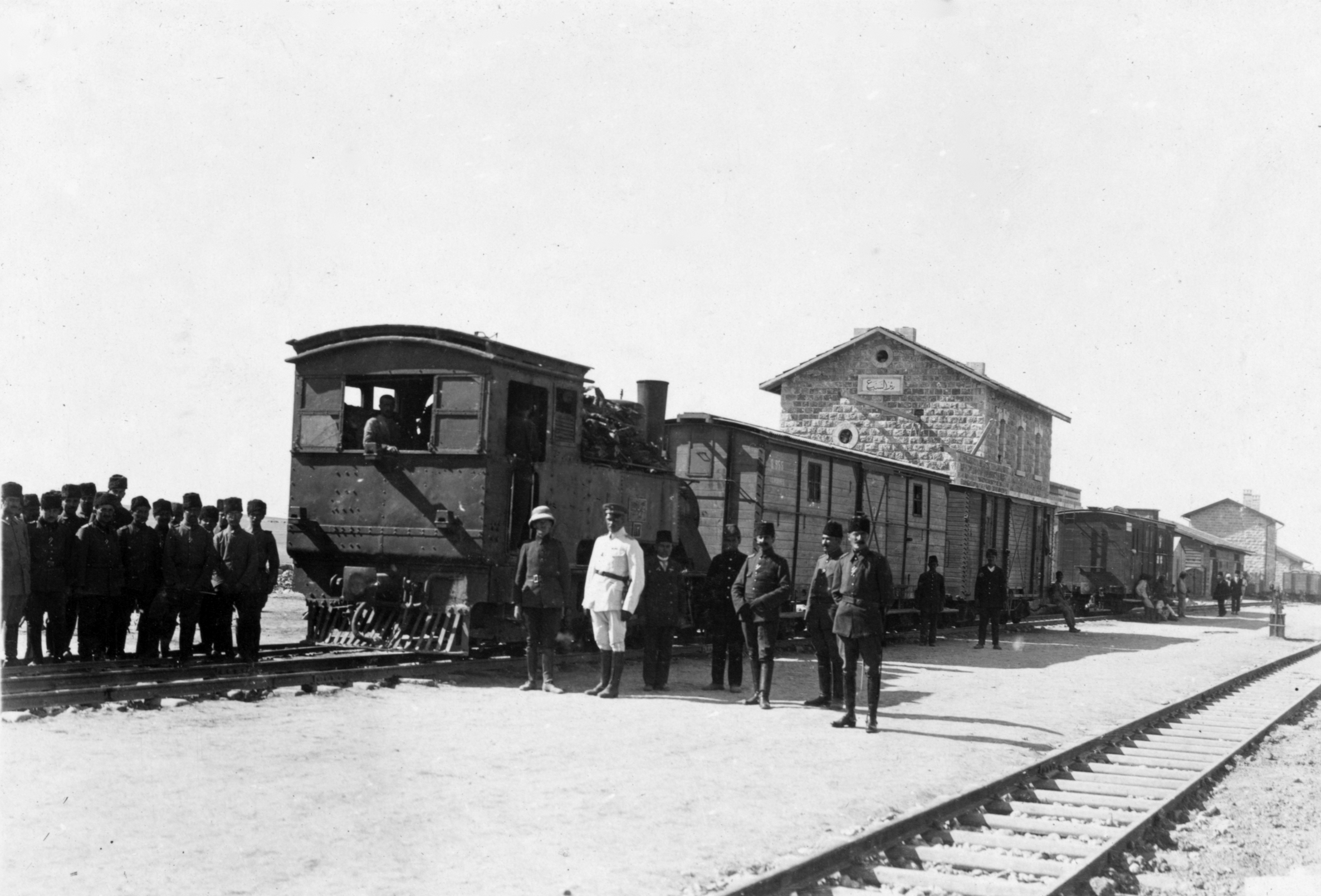
محطة القطار في بئر السبع عام 1917 قبل وقتٍ قصير من الاحتلال البريطاني.

كانت المحطة جزءًا من مشروع الإمدادات لجيش الإمبراطورية العثمانية بهدف ربط الجبهة الداخلية في دمشق، عبر امتدادها من وادي الصرار (نهر روبين) إلى القُصَيمة (القسيمة) لسكة الحديد الشرقية العسكرية، استعدادًا للحملة العسكرية الثانية على منطقة قناة السويس كجزء من حملة قناة السويس في الحرب العالمية الأولى ضد البريطانيين. كان الهدف العثماني الرئيسي في الشرق الأوسط خلال الحرب العالمية الأولى هو الاستيلاء على قناة السويس أو تعطيلها من أجل إضعاف القدرة العسكرية للإمبراطورية البريطانية، أضِف إلى ذلك أنَّ نقل القوات والإمدادات من إسطنبول إلى الخطوط الأمامية استغرق شهورًا بواسطة قوافل الجمال، وسعت الإمبراطورية العثمانية إلى تحسين عملية الإمدادات العسكريّة بواسطة القطارات.

تعاظمت أهميّة المحطة ابتداءً من النصف الثاني للعام 1916، بعد انسحاب العثمانيين وحلفائهم الألمان من شبه جزيرة سيناء -محور الحملة على الحدود الجنوبية لفلسطين على طول خطّ غزة-بئر السبع الذي وصلت إليه المؤن والأسلحة والمقاتلين من شتى أصقاع الإمبراطورية العثمانية.

أطلق على المسار المؤدي إلى بئر السبع اسم المسار الطولي، لأنه كان أول مسار يعبر فلسطين- مناطق شارون والسّهل الساحلي والنقب، وكذلك المسار المصري لأنه وفقًا للخطة الأصلية، المحطة الطرفية الغربية كان من المفترض أن تكون في مدينة الإسماعيلية في مصر. في العقود السابقة، تم بناء خطين عرضيين في فلسطين -سكة حديد يافا-القدس وخط سكة حديد مرج ابن عامر -وكان الهدف من خط السكة الحديد الطولي ربطهما معًا.

### إنشاء المحطة وافتتاحها
عُيِّنَ مهندس السكك الحديدية الألماني هاينرش أوغوست مايسنر، الذي ساهم كثيرًا في إنشاء شبكة السكك الحديدية العثمانية (وخاصة في إنشاء سكة الحديد الحجازية)، مديرًا لأعمال مد السكة الحديدية.

بُنِيَتِ محطةُ بئر السبع كمحطة رئيسية في شبكة السكك الحديدية العثمانية في فلسطين، هذا هو السبب في بناء محطّة القِطار، ومبنى مدير المحطة، وبرج مياه لتبريد مرجل القاطرة، وورشة تصليح للقطار.

في تشرين الأول/أكتوبر 1915 افتُتحت سكة الحديد الطولية في احتفال رسمي. انطلق قطار خاص من دمشق إلى الجنوب، وفي محطة سكة حديد وادي الصرار (نقطة الانقسام لخط سكة حديد يافا-القدس والمسار الطولي) استقلَّ القطارَ شخصياتٌ بارزة، من بينهم القائد التركي الأعلى جمال باشا، وكبار ضُبَّاط الجيش العثماني، وضُبّّاط من جيش الإمبراطورية الألمانية وبعض القناصل الأوروبيين، وعندما وصلوا بالقطار إلى محطة بئر السبع التي كانت مُزدانة بأعلام الدولة العثمانية، مرُّوا عبر "بوَّابة الشرف"، وشاركوا في حفل مؤثر للغاية شمل عرضًا عسكريًا وأوركسترا وحشدًا غفيرًا من المواطنين، كما ألقيت عدَّة خطب وأقيمت صلاة تضمّنت الدُّعاء بالسّلامة للسلطان العثماني، وقد حصل هاينرش أوغوست مايسنر، مهندس السكك الحديدية، على ميدالية تقديرًا له على إنجازاته.

كانت بئر السبع مركزًا عسكريًا كبيرًا فازداد عدد سكانها أربعة أضعاف خلال سنوات الحرب العالمية الأولى. كان معظم الذين قطنوها من العرب الذين وفدوا إليها من الخليل وغزة، كما وفد إليها عمال السكك الحديدية الذين عملوا في مدّ قضبان السكّة وكان معظمهم من اليهود. مرَّ خط السكة الحديدية في الجنوب من بئر السبع فوق جسر للسكة بناه العثمانيون فوق مجرى وادي بئر السبع، وبقايا تل مرتفع من التراب لا يزال من الممكن رؤية آثاره الباقية إلى اليوم على جانب المخارج الجنوبية للمدينة باتجاه كيبوتس مشآفي ساديه. وصل سكة الحديد إلى نيتسانا ومن هناك إلى القسيمة على مشارف سيناء. بلغ طول خط السكة الحديدية من العفولة إلى سيناء حوالي 300 كيلومتر.

في مستهل عام 1917، قصفت القوات الجوية البريطانية محطة القطار مما أسفر عن مقتل 16 عاملاً يهوديًا دُفنوا كُلّهم في مقبرةٍ جماعية.

### المحطة أيام الانتداب البريطاني
في نهاية تشرين الأول/أكتوبر 1917، احتل الجيش البريطاني بئر السبع. مع نهاية الحرب العالمية الأولى في فلسطين، اكتمل العمل في مدّ خط سكة حديد رفح-بئر السبع وهكذا التقت سكة الحديد الطولية التي وضعها الجيش العثماني للتقدُّم جنوبًا مع السكة الحديدية التي وضعها البريطانيون على طول ساحل البحر الأبيض المتوسط في شمال شبه جزيرة سيناء. في عام 1918 افتُتِح خط بئر السبع-رفح، ولمدة عام تقريبًا كانت محطة قطار بئر السبع بمثابة المحطة الرئيسية، والأكثر ازدحامًا التي انطلقت منها القطارات إلى محطات يافا إلى القدس ونيتسانا ورفح (ومنها إلى مصر).

بعد فترة وجيزة من انتهاء الحرب الأولى، عادت بئر السبع إلى سابق عهدها مدينة هامشيّة. انخفضت جدوى تشغيل القطارات من المدينة وإليها بشكل كبير. كما قرر البريطانيون التوقف عن استخدام السكة الحديدية التي وضعها الأتراك، والتي كانت أضيق (كان عرضها 105 سم) من السكة التي وضعها البريطانيون (كان العرض المعتمد 143.5 سم). لذلك أغلقت معظم خطوط القطارات من محطة بئر السبع في عام 1919، وظل خط القطار إلى رفح فقط نشطًا. في عام 1927 أغلِقَ هذا الخطّ أيضًا بسبب قلّة الجدوى الربحية، وهكذا توقفت حركة القطارات إلى المحطة، وانتقلت ملكية مباني المحطة إلى قسم الموظفين في حكومة الانتداب البريطاني، واستُخْدِمَت للسُّكنى.

### المحطة بعد النكبة
مع نهاية الانتداب سيطر المصريون على بئر السبع، واستُخدم مبنى المحطة مقرًا للإخوان المسلمين. في تشرين الأول/أكتوبر 1948، في خضم الحرب بين الصهاينة والعرب، احتلت القوات الإسرائيلية مدينة بئر السبع. بعد احتلال المدينة (في 21 تشرين الأول/أكتوبر)، سمح قائد لواء النقب، ناحوم شريج، لمردخاي (موتكا) بِنْتسور بالاستيلاء على محطة القطار التركية في المدينة. وضع بِنْتسور في المحطة فرقة عسكريّة للتنصُّت تطورت فيما بعد لتُصبح نواة وحدة التّنصُّت في الجيش الإسرائيلي هي الوحدة 8200، والتي باتت تُعرَف باسم "القاعدة الجنوبية".
لعبت القاعدة الجنوبية دورًا مهمة خلال حرب 1948. قام جنود وحدة الاستخبارات العسكرية بدور مهم في توفير المعلومات الاستخباراتية للقوات الصهيونية في قتالها ضد القوات المصرية. شملت التغطية الاستخباراتية التنصت في قاعدة الاستخبارات، والأنشطة التي أوكلت إلى فرق التنصت الميداني خارج القاعدة في التغطية المصاحبة لعمليات الجيش الإسرائيلي. وفيما يلي بعض الأنشطة التي قامت بها هذه الوحدة:
- انضمت فرقة التنصُّت إلى لواء جولاني في عملية عوبدا لاحتلال أم الرشراش (إيلات) في آذار/مارس 1949. كانت نتائج هذه العملية، فرض سيادة إسرائيل على النقب، بما في ذلك إيلات.
- في كانون الأول/ديسمبر 1950، أُلحِقَت فرقة التّنصُّت بفرقة تابعة للواء السابع أوكِلت إليها مهمّة صَدّ قوة عسكريّة أردنية كانت تحاول قطع الطريق إلى إيلات عند الكيلومتر 78. وقد نُقِلت تقارير الفرقة في ساعة بساعة إلى المسؤول عن العمليّة وقائد المنطقة الجنوبية اللواء موشيه دايان في الذي أعرب فيما بعد عن تقديره العميق لجنود هذه الوحدة.
- في 23 تموز/يوليو 1952، اندلعت ثورة الضباط الأحرار في مصر، حيث أطاح محمد نجيب بالملك فاروق. وردت أنباء الثورة الأولى إلى وحدة التّنصُّت، وكانت أول معلومة عن وقوعه.
- شاركت الوحدة في توفير الدعم المرافق للعمليات الانتقامية التي شنّتها القوات الإسرائيلية في الخمسينات والستينات ردًا على هجمات الفدائيين المتكررة.
- في عملية قادش لاحتلال سيناء (تشرين الأول/أكتوبر 1956) وفرت الوحدة الدعم المرافق للعملية، وقامت مجموعات التّنصُّت التابعة للقوات الميدانية في قطاع غزة ومنطقة نيتسانا بنقل المعلومات الاستخبارية للقوات الإسرائيلية المقاتلة.

مع مرور الوقت بدأت قاعدة وحدة التّنصُّت تعاني من اضطرابات الاستقبال في الموجات، ونجم ذلك، من جُملة أسباب أخرى، عن تطوُّر مدينة بئر السبع والاتّساع العمراني حول مقرّ وحدة التّنصُّت. في اختبارات نجاعة الاستقبال التي أجريت في المنطقة، عُثِرَ على مكان أكثر ملاءمة من حيث ظروف الاستقبال. وفي مطلع عام 1967 بدأ نشاط التّنصُّت في الموقع الجديد. خلال حرب الأيام الستة، عملت الوحدة في كلي الموقعين في نفس الوقت، وفي كانون الأول/ديسمبر 1967، انتهى نشاط التّنصُّت في مقرّ بئر السّبع القديم، ونُقِلَت جميع أجهزة التَّنَصُّت إلى القاعدة الجديدة تحت اسم "موريا".
حُوِّلت مباني المحطّة للاستخدام المدني، واستخدمت لمدة عشرين عامًا كورشة عمل فنية على الورق تحت إدارة الفنانة الإسرائيليّة جويس شميدت (1942–1991)، ثُمّ تحوَّلت إلى مركز للفنون البصرية، ومحطة مدرسة ميدانية لجمعية حماية الطبيعة. اليوم المحطة هي موقع وطني محميّ، وقد رُمِّمت المباني المهجورة عام 2013 بمبادرة من بلدية بئر السبع، وبالتّعاوُن مع خطوط السكك الحديدية الإسرائيلية. عند زيارة مُجَمَّع المحطة القديمة، يُمكن التمييز بين مبنيين: مبنى مدير المحطة، ومحطة المسافرين، وقريبًا من هذين المبنيين، توارى بين الأبراج السكنية الحديثة برجُ المياه الذي كان يُستخدم لملء مراجل المحركات البخارية للقاطرات.

## النصب التذكاري للجنود الأتراك في بئر السبع
في 21 تشرين الأول/أكتوبر 2002، أُقيم بمبادرةٍ مشتركة بين بلدية بئر السبع والحكومة التركية، نصب تذكاري بالقرب من المحطة التركية تخليدًا لذكرى 298 جنديًا من الجيش العثماني سقطوا في معارك بئر السبع في الحرب العالمية الأولى.

## معرض صور

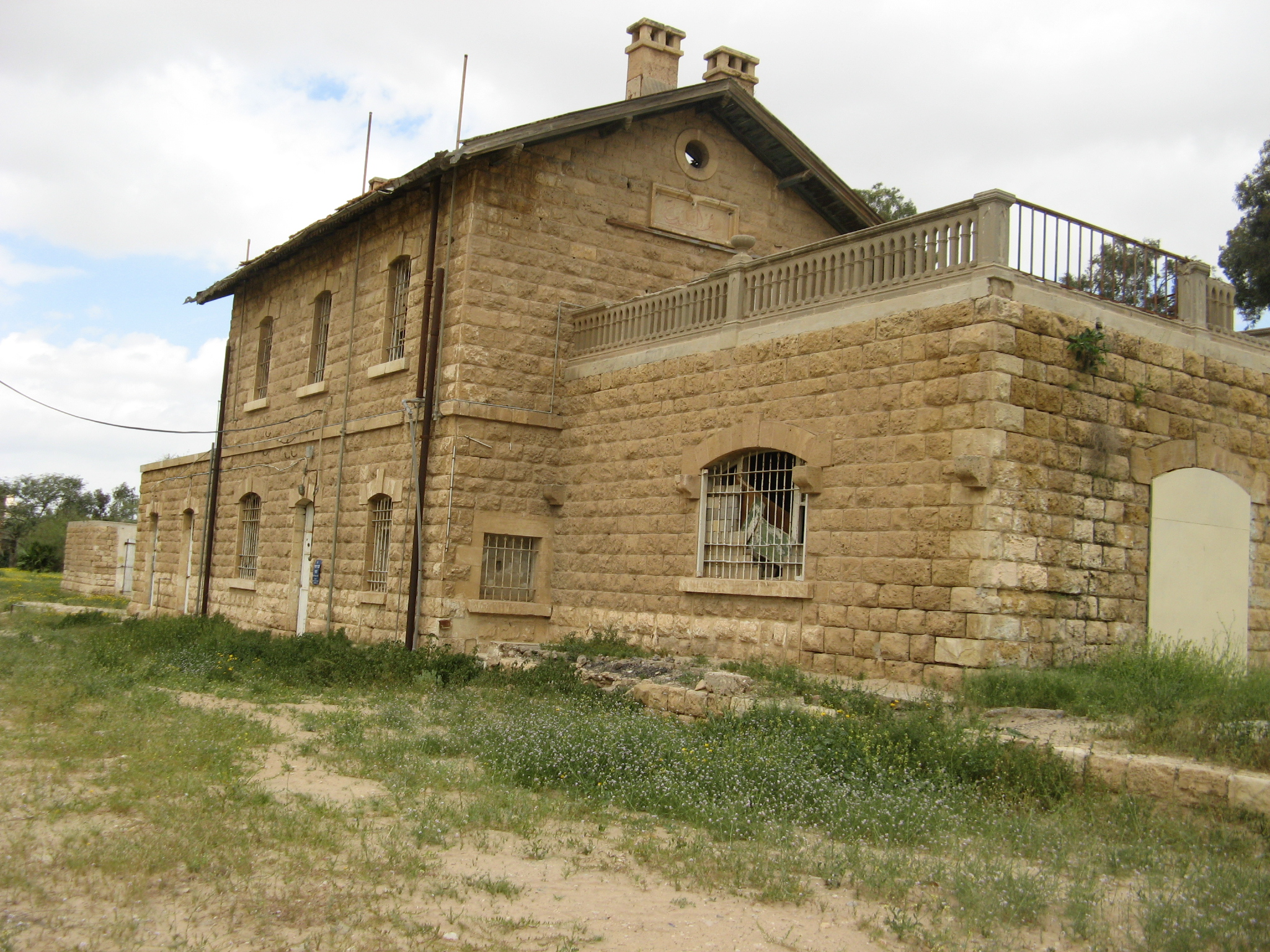
صورة للمحطة التُقطت عام 2010 عشية البدء بعملية ترميم المبنى، وتحويله إلى مركز ترفيهي.
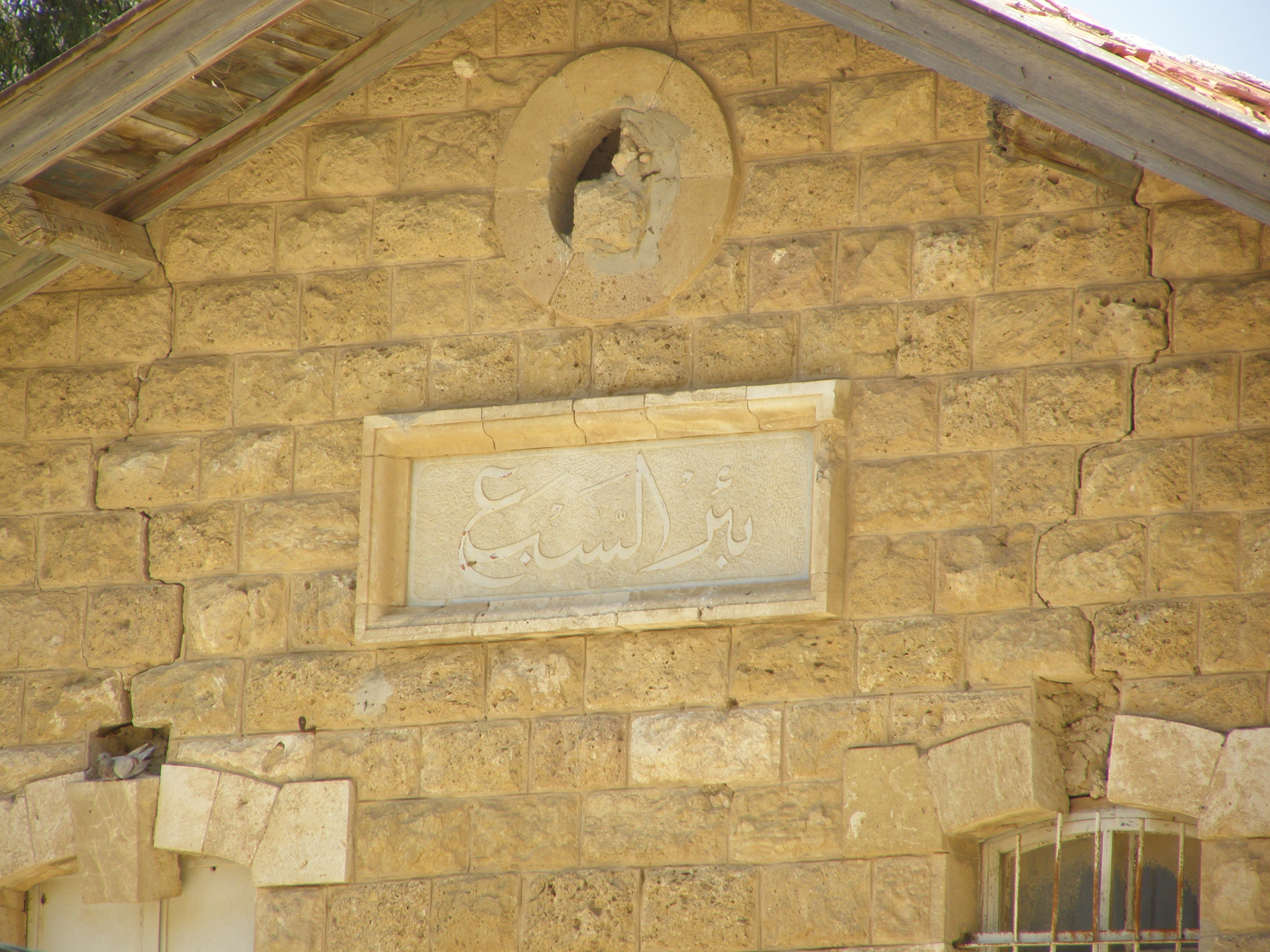
لوحة حجرية تحمل اسم المحطة.
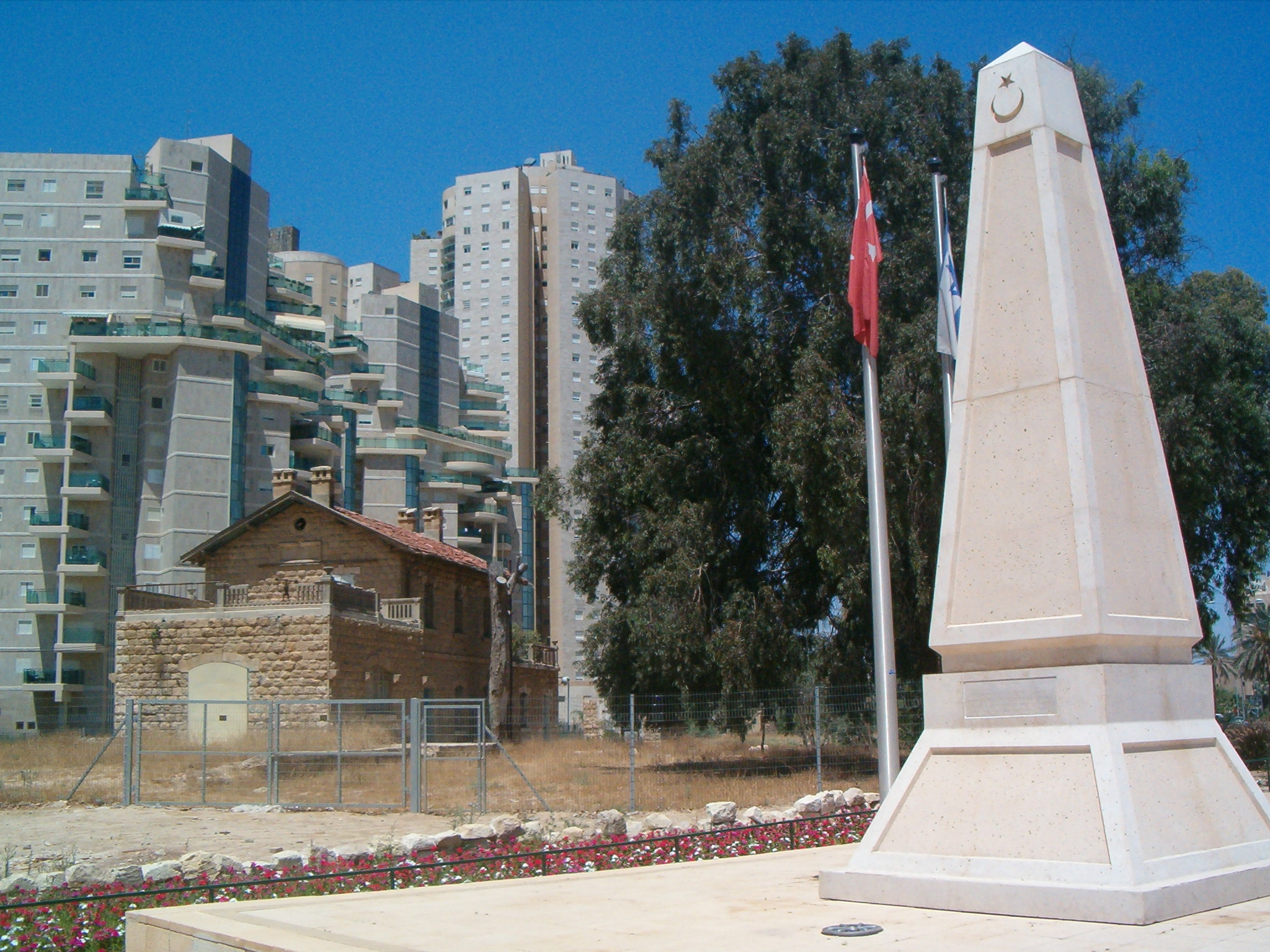
نصب تذكاري للجنود العثمانيين الذين سقطوا في معارك بئر السبع خلال الحرب العالمية الأولى، وتظهر في الخلف محطة القطار التركية.
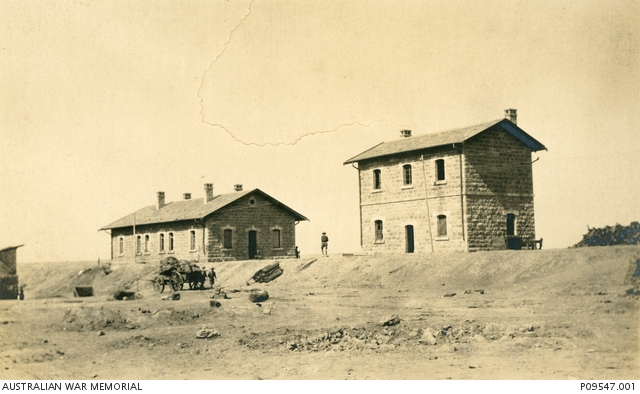
صورة المحطة عام 1917.
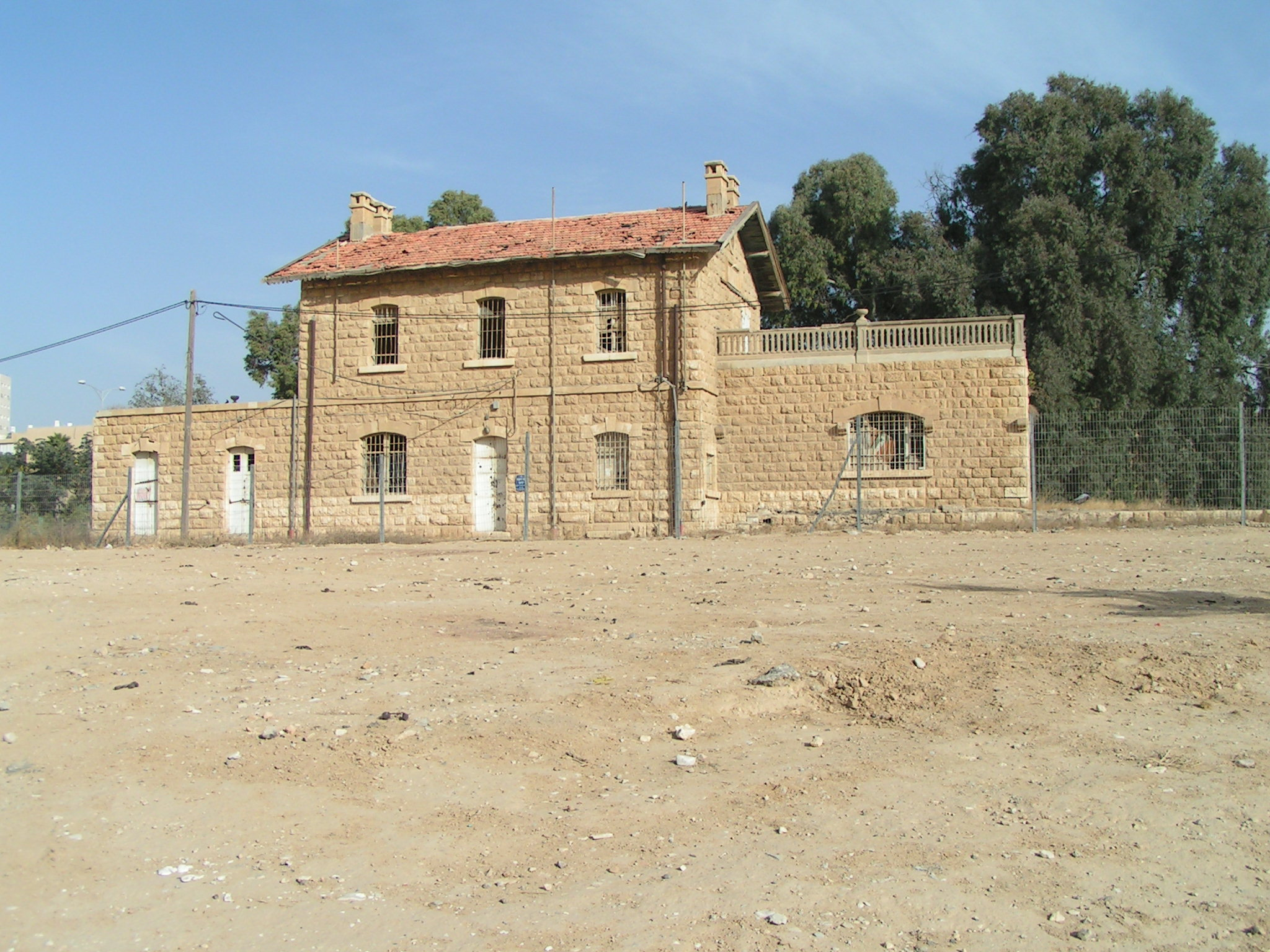
مبنى المحطة التركية بعد الترميم. كانت المحطة في الطابق الأول، ومقر إقامة مدير المحطة في الطابق الثاني.
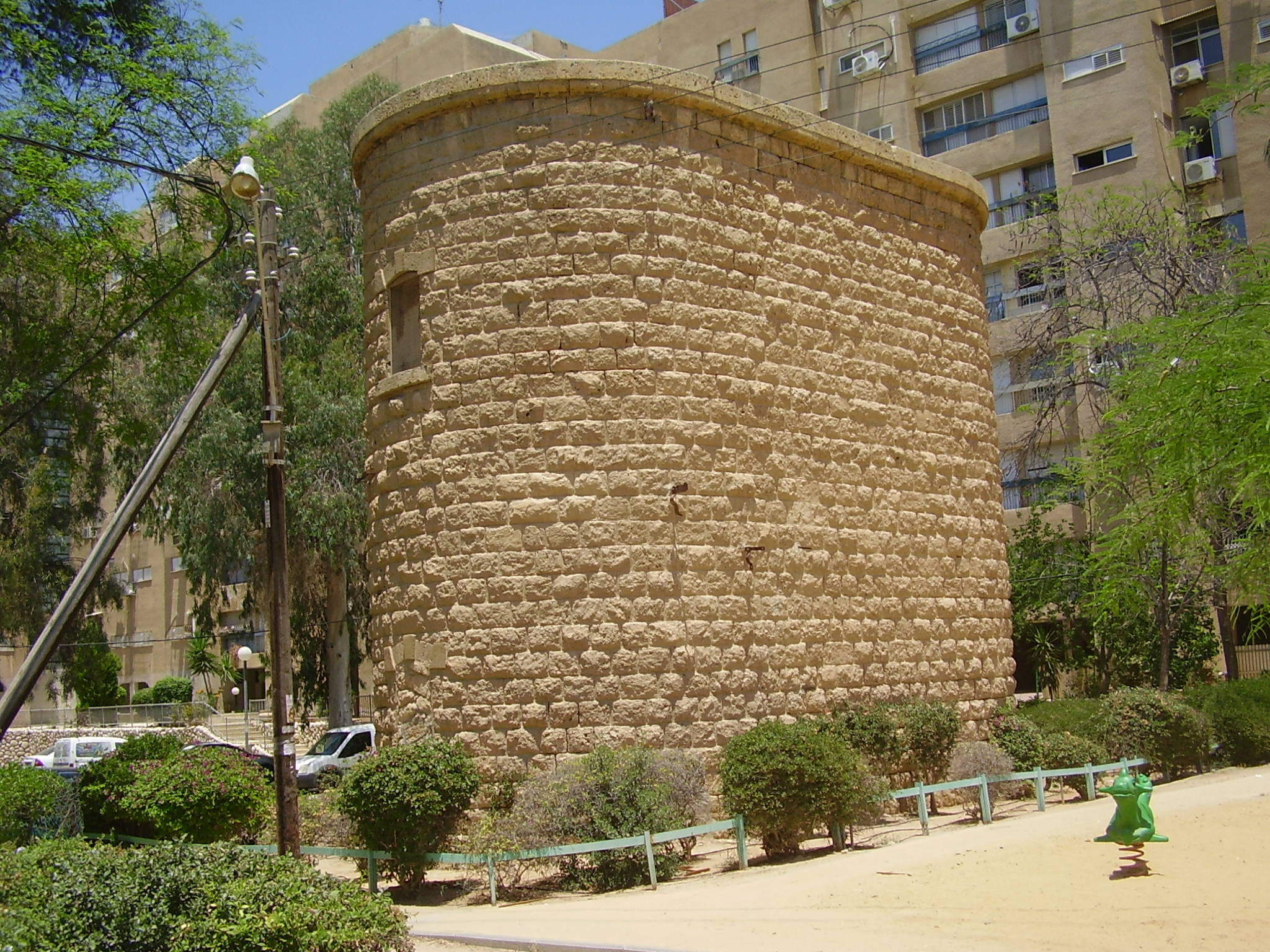
بُرج الماء في المحطة كما كان عليه عام 2011.